# Šuma crnike na Grguru
Šuma crnike na Grguru este o arie protejată (sit de importanță comunitară — SCI) din Croația întinsă pe o suprafață de 389,75 ha, integral pe uscat.

## Localizare
Centrul sitului Šuma crnike na Grguru este situat la coordonatele 44°51′49″N 14°45′55″E / 44.863666°N 14.765224°E.

## Înființare
Situl Šuma crnike na Grguru a fost declarat sit de importanță comunitară în iulie 2013 pentru a proteja un număr necunoscut de specii din flora spontană și fauna sălbatică aflate în arealul zonei.

## Biodiversitate
Situată în ecoregiunea mediteraneană, aria protejată conține 2 habitate naturale: Pante stâncoase calcaroase cu vegetație casmofită, Păduri de Quercus ilex și Quercus rotundifolia.
La baza desemnării sitului se află un număr nedeclarat de specii protejate.